# Allan Segura
Allan Segura   (Benidorm, 1997) és un model i assistent social valencià.
Va estudiar Treball Social a la Universitat de València. Va ser el primer home trans seleccionat per a participar en el concurs de bellesa espanyol Míster Gay Pride Espanya el 2021 en representació del País Valencià. A causa de la pandèmia de COVID-19, però, l'edició del concurs no es va celebrar.
Allan Segura és també activista pels drets de les persones trans i obertament homosexual.